# Sendir
Sendir is een bestuurslaag in het regentschap Sumenep van de provincie Oost-Java, Indonesië. Sendir telt 873 inwoners (volkstelling 2010).